# Landschapsecologie
Landschapsecologie is een richting die tot de ecologie wordt gerekend maar ook aanpalende vakgebieden omvat. Het vak handelt over de ecologische aspecten van het landschap inclusief de rol van de mens en is tevens gericht op toegepaste aspecten zoals de ruimtelijke ordening. Landschapsecologie is in 1966 door Troll als discipline geïntroduceerd en is altijd een praktijkgeoriënteerde en interdisciplinaire wetenschap geweest. 

## Wetenschappelijke aspecten
Landschapsecologie stelt de relatie tussen abiotische factoren en biotische factoren op landschapsschaal centraal, of zoals Zonneveld en Forman het in 1990 aanduiden, bestudeert  "energy, nutrient and species fluxes in an mosaic". De aandachtsvelden van landschapsecologie omvatten het domein van de algemeen-ecologen als E.P. Odum en H.T. Odum, de fysisch-geografen als Neef en Vink, de biogeografen als Robert H. MacArthur en Edward O. Wilson en de vegetatiekundigen als Josias Braun-Blanquet, Heinz Ellenberg, Whittaker en Victor Westhoff. Daarnaast worden delen van de landschapsarchitectuur en andere vakken die landschap als thema kennen, zoals delen van de geografie ertoe gerekend.

## Toepassingsaspecten
Het vak is sterk op toepassingen gericht en is nauw verwant met landschappelijke planning, natuurherstel en landschapsinrichting. 
Landschapsecologen houden zich bezig met thema's op het snijvlak van milieuwetenschap, planning en beleid zoals: 
- ruimtelijke oplossingen voor klimaatverandering in natuur en landschap
- consequenties van plannen voor het Europese natuurbeleid, vastgelegd in Vogelrichtlijn en Habitatrichtlijn gezamenlijk als Natura 2000 aangeduid,
- natuuraspecten in de Milieueffectrapportage (MER), zoals onderzoek naar de gevolgen van habitatfragmentatie.
- ecologische duurzaamheid in landschaps- en stadsplannen

#### Planecologie en ecoplanologie

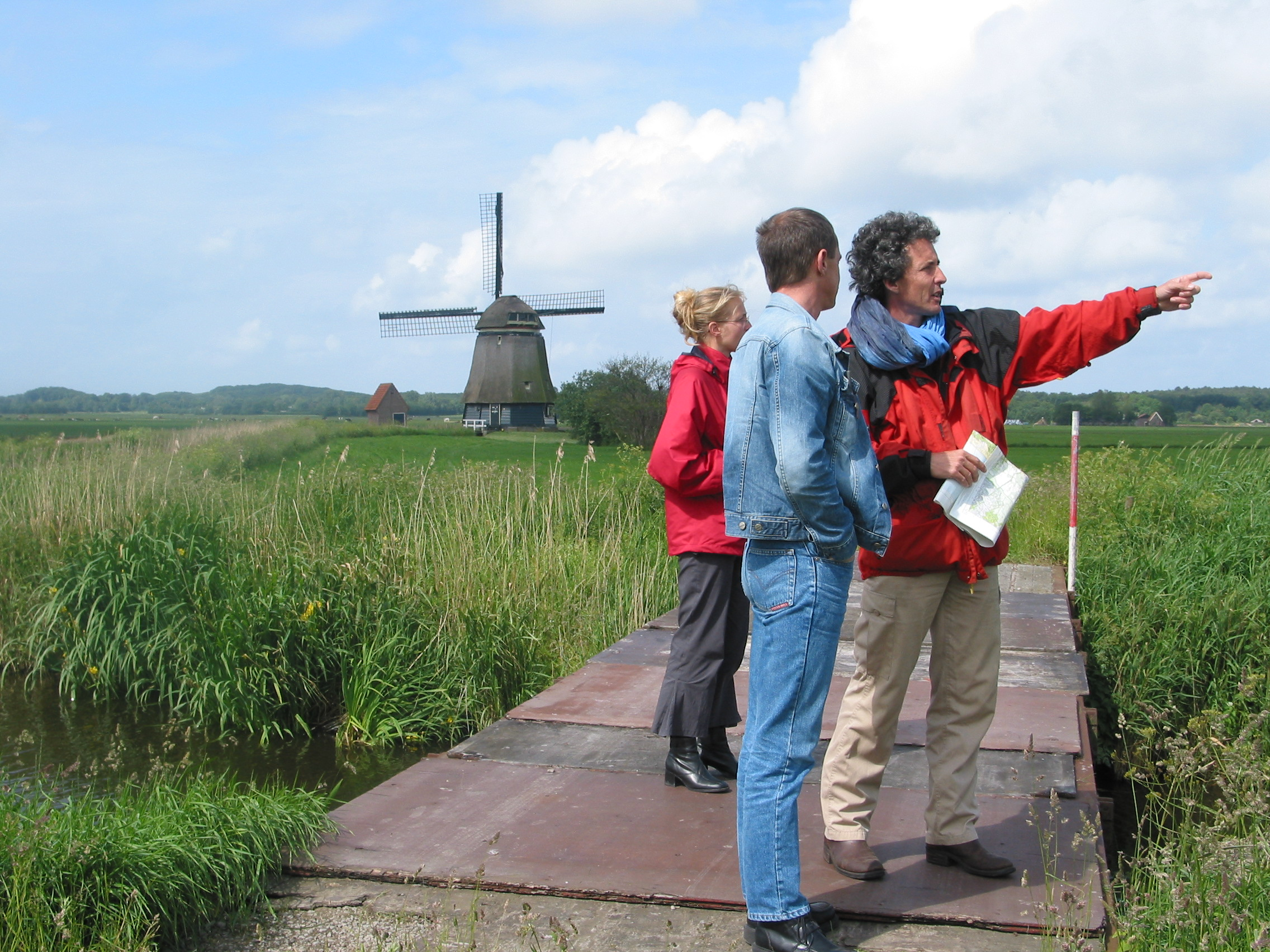
planecologen aan het werk

Voor de op planning gerichte benaderingen binnen de landschapsecologie wordt af en toe de term ecoplanologie gebruikt, en zij het nauwelijks  in het Nederlandse taalgebied, planecologie. De term planecologie is afkomstig uit het Deens: planøkologi of in het Engels planecology, zie bijvoorbeeld Per Christensen (1990). Ook in andere Scandinavische landen wordt de term een enkele keer gebruikt. 